# Holiday (Emma Heesters)
Holiday is een lied van de Nederlandse zangeres Emma Heesters. Het werd in 2021 als single uitgebracht.

## Achtergrond
Holiday is geschreven door Sophia Ayana en Léon Palmen en geproduceerd door Palm Trees. Het is een kerstlied uit het genre nederpop. De zangeres vertelde over het lied dat ze het maakte omdat ze erg van kerst hield en met het lied gezelligheid en vrolijkheid aan mensen wilde geven. In de videoclip zijn naast Heesters ook haar vriend en kinderen te zien, wat volgens Heesters zorgde dat deze clip haar "meest persoonlijke ooit" was. Het is niet het eerste kerstnummer dat de zangeres heeft gemaakt, waar ze in 2020 scoorde met Als de eerste sneeuw valt. Dit lied staat daarnaast op de B-kant van de single Holiday.

## Hitnoteringen
De zangeres had weinig succes met het lied in Nederland. Er was geen notering in de Single Top 100 en ook de Top 40 werd niet behaald, maar het kwam daar wel tot de 24e plaats van de Tipparade.